# Leuchttürme Seekanal (West)
Die beiden Leuchttürme Seekanal bilden eine Richtfeuerlinie und stehen auf kleinen, angelegten Inseln in der Newabucht in Sankt Petersburg, Russland.

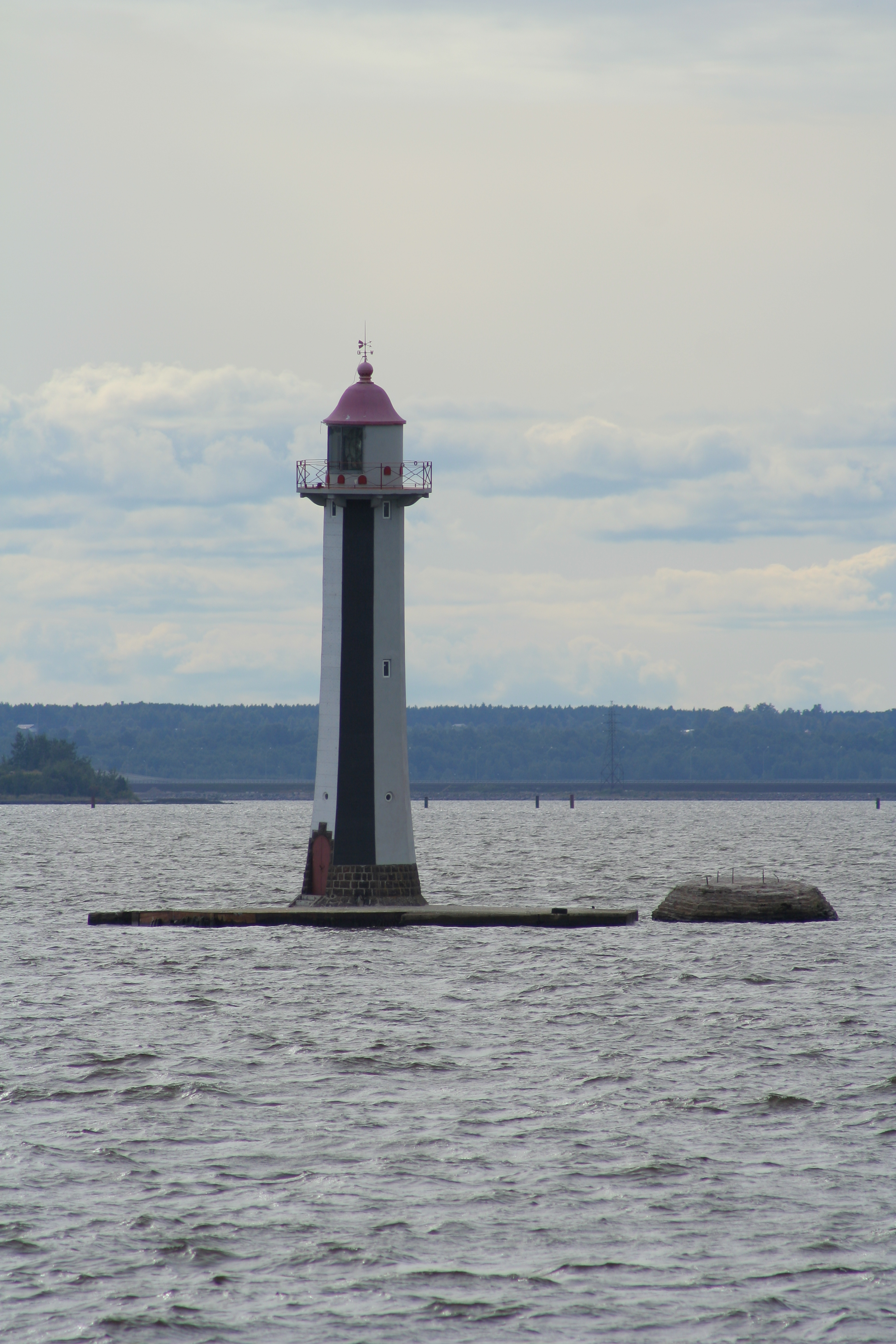
Unterfeuer

Sie markieren eine auf 28 km ausgebaggerte, geradlinige Fahrrinne (russisch Морской канал Morskoi kanal) und leiten den Seeverkehr in Richtung Nordwesten (292°). Beide Objekte liegen etwa 1 km westlich vom Fort Kronschlot.
Das  Unterfeuer (russisch Передний створный маяк Морского канала) steht 2,2 km ostsüdöstlich vom Oberfeuer. Beide Türme sind aus grauem Beton, achteckig mit Galerie und Laternenhaus. Auf der der Bereichslinie  zugewandten Seite sind auffällige Tageslichtmarkierungen gemalt. Die Bauten ähneln sich sehr, das  Oberfeuer ist jedoch etwa doppelt so hoch wie das Unterfeuer.
Zur Orientierung für den Schiffsverkehr in der Gegenrichtung zum Stadthafen Sankt Petersburg  dienen die Richtfeuer der Leuchttürme Seekanal (Ost).

## Einzelnachweise

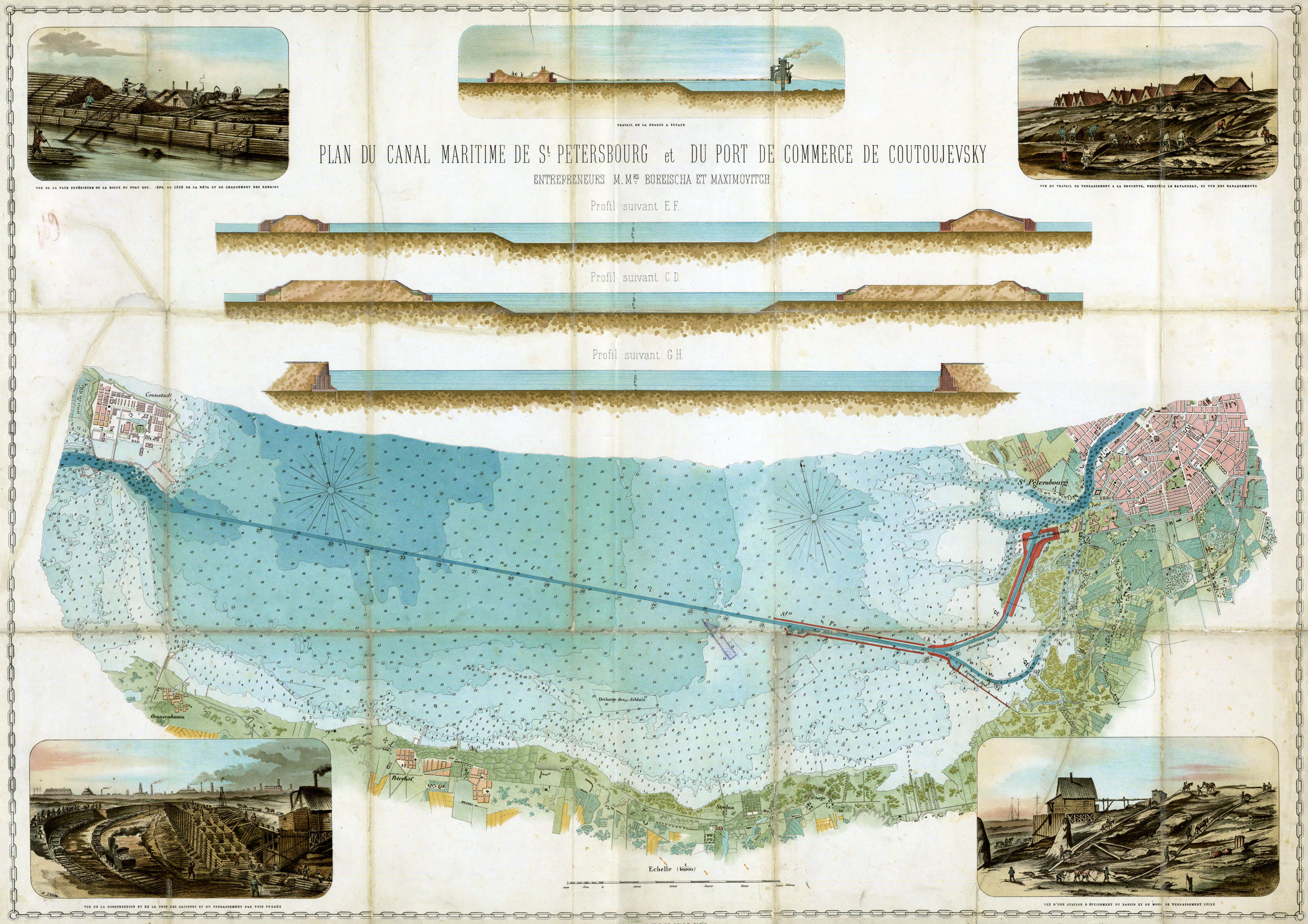
Morskoikanal 1885